# فیلیپ میلانوف
فیلیپ میلانوف (انگلیسی: Philip Milanov؛ زادهٔ ۶ ژوئیهٔ ۱۹۹۱) یک پرتاب‌گر دیسک اهل بلژیک است. از افتخارات وی میتوان به کسب مدال نقره پرتاب دیسک در ۲۰۱۵ پکن اشاره کرد.